# زوراب ساکاندلیدزه
زوراب ساکاندلیدزه (گرجی: ზურაბ საკანდელიძე) ؛ ۹ اوت ۱۹۴۵ – ۲۵ ژانویهٔ ۲۰۰۴) بازیکن بسکتبال گرجی‌تبار اهل اتحاد جماهیر شوروی سوسیالیستی بود.
وی در مسابقات کشوری و بین‌المللی در مجموع برندهٔ ۷ مدال طلا، ۲ مدال برنز شده‌است.